# Hornos
Hornos è un comune spagnolo di 678 abitanti situato nella comunità autonoma dell'Andalusia.

## Geografia fisica
Nel territorio comunale scorre il Guadalquivir.